# 비슈팔라
비슈팔라(viśpálā)는 리그베다( RV 1 .112.10, 116.15, 117.11, 118.8 및 RV 10 .39.8)에 언급된 여전사(또는 말)이다. 이름은 viś "정착지, 마을" 및 bala "강한"에서 유래한 것으로 보이며 "정착지 보호" 또는 "강력한 정착지"와 같은 의미이다.
비슈팔라는 아슈빈에 의해 전투에서 (상금 경주에서 대안) 도움을 받는다. 그녀가 "밤중에, 켈라의 전투에서"(또는 "켈라의 경주에서 결정을 간절히 원하며") 다리를 잃었을 때, 그들은 그녀가 계속 달릴 수 있도록 "철의 다리"를 주었다(1.116.15 ).
전투에서 여전사라는 해석은 그리피스(사야나와 일치) 때문이고, 경마로서의 해석은 카를 프리드리히 겔트너 때문이다.
리그베다에서 종종 그렇듯이, 특히 어린 책 1 과 10 (기원전 약 1200년으로 거슬러 올라감)에서 신화가 암시될 뿐이며, 시인은 청중이 그것에 익숙해지는 것을 당연하게 여기고 아슈빈이 비슈팔라에게 새로운 다리를 주었고 비슈팔라 자신이나 "켈라의 전투", 실제로 켈라의 본질 ("흔들림, 떨림"을 의미하는 이름)에 대한 정보는 살아남지 못했다.
사이스와루파 아이어는 비슈팔라에 관한 책을 저술했다.

## 같이 보기
- 여전사
- 민속에 나오는 여전사 목록